# Урняк (Ишимбайский район)
Урня́к (баш. Үрнәк) — деревня в Ишимбайском районе Башкортостана, входит в состав Ишеевского сельсовета.

## Население
| 2002 | 2009 | 2010 |
| ---- | ---- | ---- |
| 84   | ↗142 | ↘119 |

## Географическое положение
Деревня расположена на берегу реки Белой, примыкает к Стерлитамакскому дому отдыха.
От деревни Восток к Урняку и Стерлитамакскому дому отдыха идет дорога длиной 8,8 км, из них 3,6 км покрыты асфальтом. 
Расстояние до:
- районного центра (Ишимбай): 33 км,
- центра сельсовета (Ишеево): 15 км.
- ближайшей ж/д станции (Стерлитамак): 12 км.

## Улицы
| - Горная | - Зелёная | - Майская | - Озёрная | - Родниковая | - Строительная | - Трудовая | - Южная |

## Религия
В деревне есть мечеть.

## Достопримечательности
- На территории деревни находится Урнякский могильник.  Объект культурного наследия № 0300627000№ 0300627000
- В километре от деревни селище «Куш-Тау Западное».  Объект культурного наследия № 0300628000№ 0300628000